# Lo Renaixement
L'Associació Catalanista Lo Renaixement fou fundada l'abril del 1900 per Pau Bastida (president) i Jaume Aymà i Ayala, com a organització catalanista dins d'Unió Catalanista. Fou una de les convocants dels actes de l'onze de setembre de 1901, i des d'octubre d'aquell any el seu òrgan era Lo Renaixement. El 1903 foren un dels grups creadors de l'Aplec Catalanista.